# Европейский маршрут E81

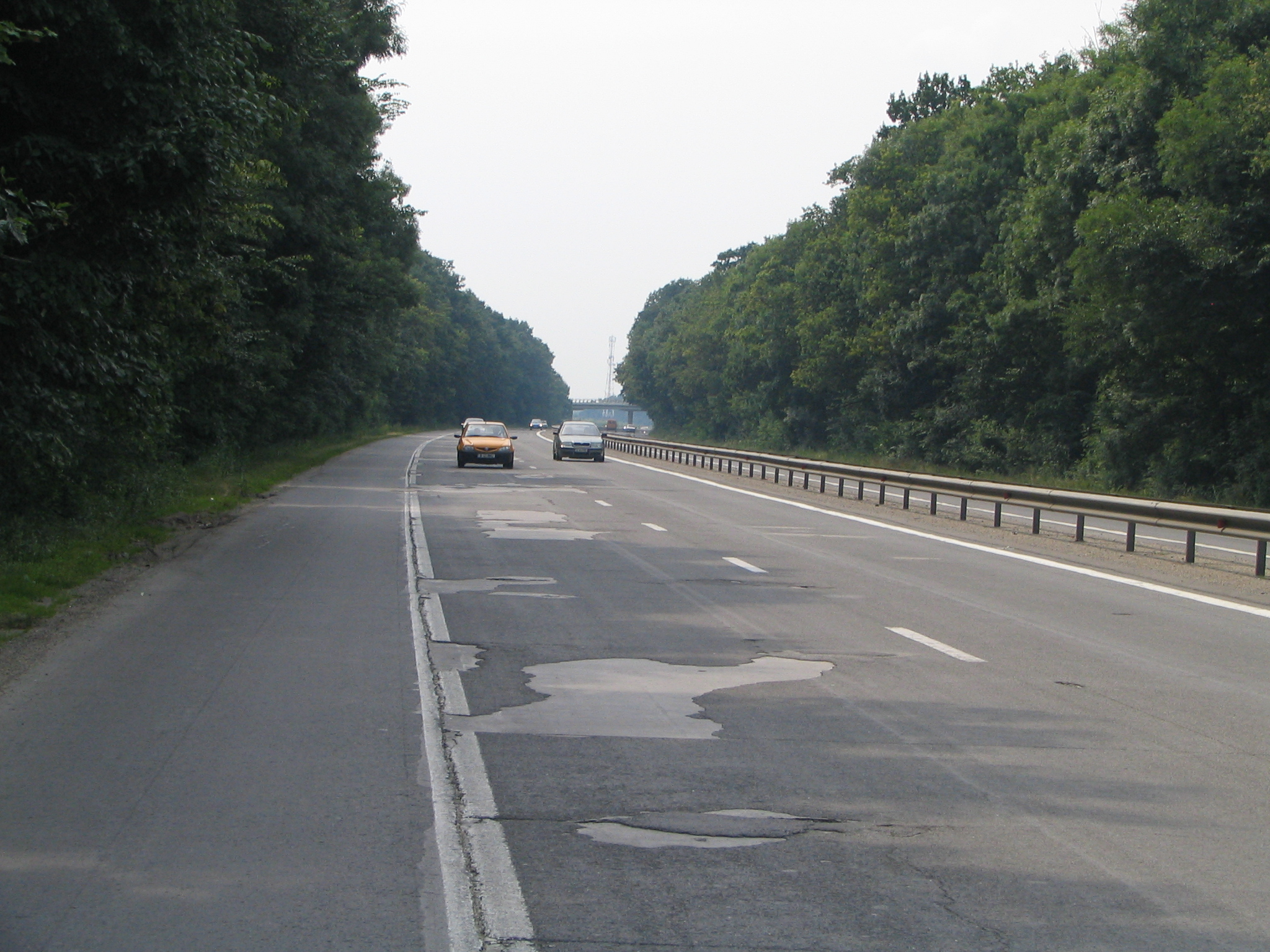
Е81 между Питешти и Бухарестом

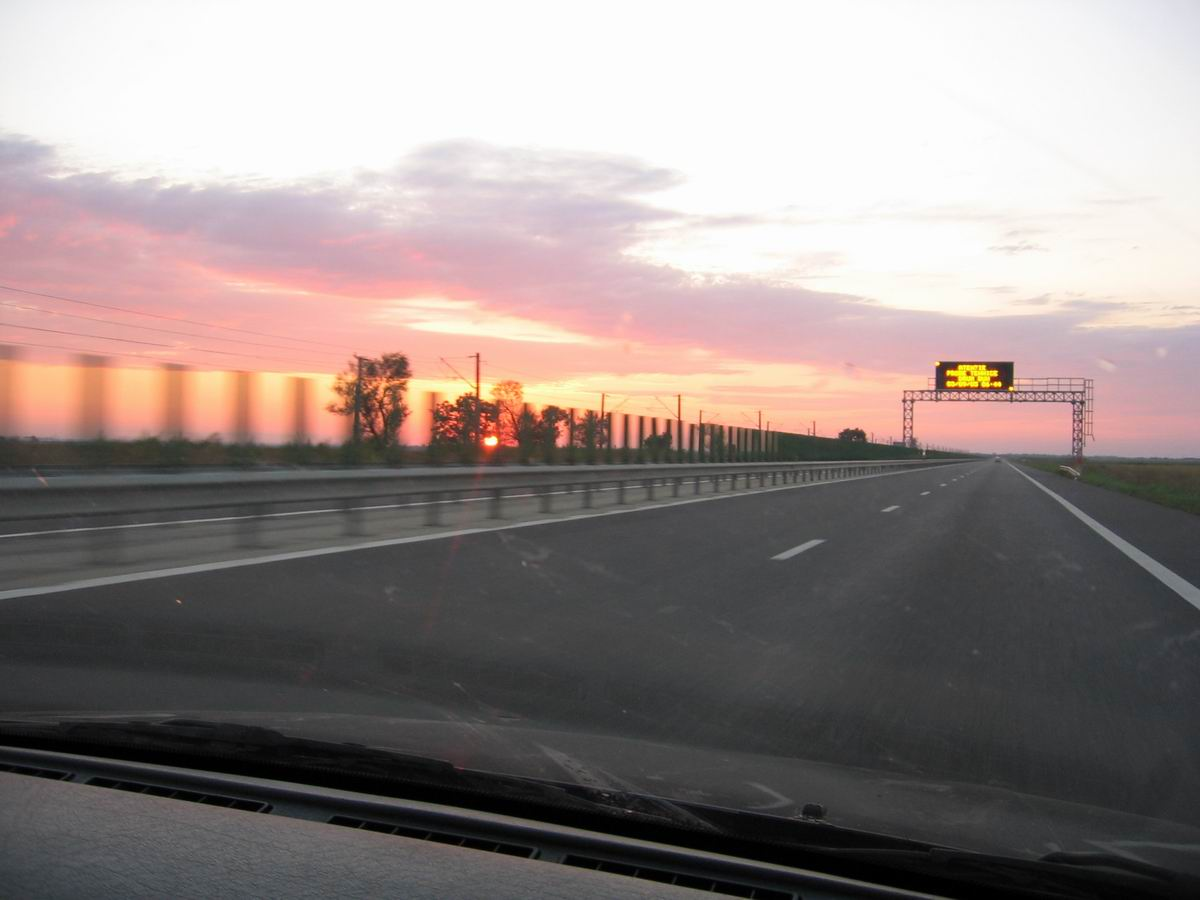
Е81 в Румынии

Европейский маршрут Е81 — европейский автомобильный маршрут категории А, соединяющий Мукачево (Украина) и Констанцу (Румыния). Длина маршрута — 990 км.
Основная часть маршрута проходит по территории Румынии через города: Халмэу, Сату-Маре, Залэу, Клуж-Напока, Турда, Себеш, Сибиу, Питешти, Бухарест, Лехлиу и Фетешти.
До 2004 года маршрут заканчивался в Бухаресте, но затем было решено продлить его до Констанцы.
Е81 связан с маршрутами
| - E50 - E471 - E58 - E576 - E60 |  | - E68 - E574 - E70 - E85 - E87 |